# Mateusz Zięba
Mateusz Zięba (* 30. September 1989 in Milejewo) ist ein polnischer Beachvolleyballspieler. Er ist amtierender australischer Meister (Stand: Februar 2025) und gewann diesen Titel zwei Mal in Folge.

## Karriere
An der Seite von Andrzej Paszkowski begann der in Ermland-Masuren geborene Sportler seine Karriere 2017 im heimatlichen Sand mit überschaubaren Ergebnissen. In den ersten Monaten des folgenden Jahres tauschte er den Untergrund und den Partner. Mit Piotr Groszek stand er bei CEV Snow Events einmal im Viertelfinale und drei Mal einschließlich der Europameisterschaft in der Runde der besten sechzehn Teams. Danach nahm Zięba noch an einigen Veranstaltungen in seinem Heimatland teil, bevor er sich ab November 2018 hauptsächlich auf australischen Beachfeldern betätigte. Dabei gelangen ihm bis einschließlich März 2022 siebzehn Siege und fünfzehn weitere Podestplatzierungen mit verschiedenen Partnern. Bestes Resultat bei den Landesmeisterschaften in diesem Zeitraum war der Einzug in die Vorschlussrunde 2022 mit Sam Halley. Anschließend wurde er mit Jan Krasinski Dritter bei einem Wettbewerb im polnischen Poznan. Von Juni bis September des Jahres versuchte Zieba in verschiedenen Konstellationen, bei drei Futures der FIVB das Hauptfeld zu erreichen. Das Ergebnis war ein einziger Satzgewinn in der Qualifikation beim Event in der Hauptstadt seines Heimatlandes. Ab Oktober startete der Pole wieder auf dem kleinsten Kontinent der Erde. Zwanzig Siege bis zum ersten Februarwochenende 2025 kamen hinzu. Nur einmal 2023 als Neunter und drei Mal 2024 als Viertelfinalist stand er seit dem missglückten Ausflug in die Weltserie bis zu diesem Zeitpunkt nicht auf dem Treppchen bei australischen Wettbewerben. Wichtigster Erfolg 2023 war der Titelgewinn mit Daniele Acconci, den er im nächsten Jahr mit Declan Tiso wiederholen konnte. Zwischenzeitlich war Mateusz Zięba auch immer wieder in seinem Geburtsland am Start. Von Mai bis August 2023 stand mit Krasinski bei der polnischen Beachtour eine Halbfinalteilnahme in Białystok als bestes Ergebnis zu Buche. 2024 konnten die beiden das gleiche Resultat in Olsztyn erzielen.